# みなみ優羽
みなみ 優羽（みなみ ゆう、1985年8月16日 - ）は、日本の元AV女優。
身長：172cm、スリーサイズ：B88（Dカップ）・W62・H90、血液型：B型。

## 略歴
2006年に『新人×ギリギリモザイク 新人ギリギリモザイク』でAVデビュー。

## 作品

### アダルトビデオ
- 新人×ギリギリモザイク 新人ギリギリモザイク みなみ優羽（2006年12月19日、エスワン）
- ギリギリモザイク 6つのコスチュームでパコパコ！みなみ優羽（2007年1月19日、エスワン）
- ギリギリモザイク 優羽のセックスじっくり見せてあげる みなみ優羽（2007年2月7日、エスワン）
- S1ガールズコレクション S1二周年記念！完全撮り下ろしスペシャルまとめてドーンッ！！（2007年2月7日、エスワン）
- ギリギリモザイク 妄想的特殊浴場 本指名 みなみ優羽（2007年3月7日、エスワン）
- ギリギリモザイク 激烈ピストン 10 みなみ優羽（2007年4月7日、エスワン）
- ギリギリモザイク 無限絶頂！激イカセ潮吹きFUCK みなみ優羽（2007年6月19日、エスワン）
- ギリギリモザイク 絶叫！ビッグマグナムFUCK バコバコ乱交 みなみ優羽（2007年7月7日、エスワン）
- S1ガールズコレクション S級女優18人！ものすごい極太FUCK4時間（2007年7月7日、エスワン）
- 美人女教師みなみ優羽20連発中出し！（2007年9月25日、ダスッ!）
- S1 Girls COLLECTION S級女優26人！ギリギリモザイク4時間スペシャル！（2007年10月7日、エスワン）
- ザーメン小便肉便器 みなみ優羽（2007年10月25日、ダスッ!）
- 黒人中出し輪姦 みなみ優羽（2007年11月25日、ダスッ!）